# Thomas K. Donaldson
Pour les articles homonymes, voir Donaldson.
Thomas K. Donaldson (1944 – 2006) est un mathématicien et un défenseur bien connu de la cryonie. Il est né dans l'État du Kentucky aux États-Unis et a obtenu son doctorat. Il a obtenu son B.A. de l'Université de Chicago en 1969. Il a également vécu à Sunnyvale, en Californie, et pendant de nombreuses années à Canberra, en Australie, où il enseigne les mathématiques à l'Université nationale australienne. Il fonde la Cryonics Association of Australia et l’Institute for Neural Cryobiology, qui finance des recherches révolutionnaires sur la cryoconservation des tissus cérébraux.

## Écrits
En 1974, sa monographie A Laplace Transform Calculus for Partial Differential Operators est publiée par l'American Mathematical Society.
En 1976, il publie A Brief Scientific Introduction to Cryonics, la première revue concise de la littérature scientifique soutenant la pratique de la cryonie. Il contribue régulièrement au magazine Cryonics, le bulletin d'information de Alcor Life Extension Foundation, pendant de nombreuses années. Il publie également son propre périodique, Periastron, qui traite des questions de neurosciences liées à la cryonie.
Donaldson propose certaines des premières idées de technologies de réparation cellulaire, considérant ces technologies comme des extensions de la biologie naturelle, mais utilisant de nouvelles enzymes et solvants autres que l'eau pour un fonctionnement à basse température. Lorsque les idées d’Eric Drexler sur la nanotechnologie moléculaire finissent par dominer la réflexion sur la cryonie au milieu des années 1980, il exprime souvent son inquiétude quant au fait qu’une trop grande confiance est accordée au nouveau paradigme de réparation moléculaire-mécanique au détriment des approches biologiques antérieures. L’exposé fondateur de Donaldson sur sa vision de la médecine future est son essai de 1988, 24th Century Medicine.

## Définition de la mort
Les opinions exprimées par Donaldson au sujet de la mort vont loin, même selon les normes de la cryonie. Selon Donaldson, tant que le cerveau continue d’exister sous une forme réparable, la « mort » n’est qu’une étiquette indiquant que la mémoire et les informations sur la personnalité qu’il contenait sont hors de portée de la technologie actuelle. Alors que tous les partisans de la cryonie seraient d’accord avec cela en ce qui concerne la technologie actuelle, Donaldson va plus loin. Au lieu de s’attendre à ce qu’un plateau de « nanotechnologies matures » permette un jour de déterminer clairement si les patients cryoconservés sont des informations théoriquement mortes, il suggère que des méthodes de plus en plus sophistiquées pour décrypter le contenu informationnel original des cerveaux blessés continueraient à apparaître. Il écrit sur « l'archéologie neuronale » comme une partie importante de la médecine future. Il déclare que la cryonie, sous une forme ou une autre, serait toujours nécessaire, car la question de savoir si certaines lésions cérébrales seraient finalement réparables resterait toujours une question ouverte à l'avenir.
Donaldson a également un vif intérêt pour la gérontologie biomédicale, en auto-publiant le livre "A Guide to Anti-aging Drugs" en 1994. Malgré cet intérêt, il est pessimiste quant aux perspectives à court terme d'extension de la durée de vie humaine. En 1986, il déclare que seuls les jeunes enfants pourraient vivre assez longtemps pour bénéficier de progrès leur permettant d'éviter le recours à la cryonie.

## Tumeur au cerveau
En 1988, il reçoit un diagnostic d'astrocytome de grade II, un type de tumeur cérébrale maligne. Malgré la radiothérapie, son pronostic à long terme est sombre. En 1990, il attire l'attention internationale lorsqu'il poursuit sans succès le procureur général de l'État de Californie pour obtenir le droit à une cryoconservation facultative afin d'empêcher la tumeur de détruire son cerveau. Un épisode de la série télévisée La Loi de Los Angeles est basé sur son histoire. Bien qu'il ait été critiqué pour avoir voulu sacrifier sa vie aujourd'hui pour une vie future incertaine, le but de son procès est d'obtenir le droit à la cryoconservation si sa tumeur commençait à repousser, et non un désir de cryoconservation immédiate.
Début 2006, son ami Steve Bridge poste un message sur la liste de diffusion Cryonet indiquant que le cancer de Donaldson est réapparu et qu'il revient d'Australie aux États-Unis dans un état grave. Il est cryoconservé à la Fondation Alcor Life Extension ; sa biographie correspond à la description du patient A-1097, décrit dans le numéro du printemps 2006 de Cryonics Magazine, qui a reçu une cryoconservation inhabituellement douce le 19 janvier 2006.